# 그렉 모톨라
그레고리 J. "그레그" 머톨라(Gregory J. "Greg" Mottola, 영어 발음: /məˈtoʊlə/, 1964년 7월 11일 ~ )는 미국의 영화 감독, 영화 각본가, 텔레비전 감독이다. 1996년 독립 영화 《The Daytrippers》의 감독과 각본을 맡았으며, 그 후 몇 년간 《언디클레어드》(2001-02), 《못말리는 패밀리》(2003-04) 같은 텔레비전 시리즈에 집중했다. 영화 《슈퍼배드》(2007), 《어드벤처랜드》, 《황당한 외계인: 폴》 등을 연출하였다.

## 연출 작품

### 영화
| 연도 | 제목                           | 참고          |
| ---- | ------------------------------ | ------------- |
| 1989 | Swingin' in the Painter's Room | 단편 영화     |
| 1996 | The Daytrippers                | 각본 겸임     |
| 2007 | 슈퍼배드                       |               |
| 2009 | 어드벤처랜드                   | 각본 겸임     |
| 2011 | 황당한 외계인: 폴              |               |
| 2013 | 클리어 히스토리                | 텔레비전 영화 |
| 2016 | 이웃집 스파이                  |               |
| 2022 | 컨페스, 플레치                 | 각본 겸임     |